# Macosquin
Macosquin es una localidad situada en el distrito de Causeway Coast y Glens, en el condado de Londonderry, Irlanda del Norte (Reino Unido). Según el censo de 2021, tiene una población de 603 habitantes.
Formaba parte del municipio de Coleraine (con el que aún hoy suele asociársele) hasta que se fusionó con Ballimoney, Limavady y Moyle para formar el distrito de Causeway Coast y Glens.
Está ubicada al norte de Irlanda del Norte, a poca distancia al norte del lago Neagh —el mayor de las islas británicas—, al noroeste de Belfast —la capital de Irlanda del Norte— y cerca de la costa del océano Atlántico.